# Leskowska Przełączka
Leskowska Przełączka (słow. Vyšná Solisková štrbina) – przełączka znajdująca się w Grani Soliska w słowackiej części Tatr Wysokich. Oddziela ona Pośrednie Solisko od grani Soliskowych Czub. Na Leskowską Przełączkę nie prowadzą żadne znakowane szlaki turystyczne. Dla taterników najłatwiejszy sposób dostania się na jej siodło stanowi droga z Soliskowego Ogrodu, który znajduje się po stronie Doliny Młynickiej. Wejście od strony Doliny Furkotnej (przez Pośrednią Soliskową Ławkę) jest nieco bardziej skomplikowane.
Nazwa Leskowskiej Przełączki pochodzi od nazwy słowackiej wsi Leskowiec Tatrzański, który znajduje się nieopodal Tatrzańskiej Szczyrby.

## Historia
Pierwsze wejścia turystyczne:
- Karol Englisch i Paul Spitzkopf senior, 19 lipca 1903 r. – letnie,
- Adam Karpiński i Stefan Osiecki, 12 kwietnia 1925 r. – zimowe.